# Wesley Koolhof
Wesley Koolhof (ur. 17 kwietnia 1989 w Zevenaar) – holenderski tenisista, reprezentant kraju w Pucharze Davisa, zwycięzca Wimbledonu 2023 w grze podwójnej i French Open 2022 w grze mieszanej, lider rankingu ATP deblistów, olimpijczyk z Tokio (2020) i Paryża (2024).

## Kariera tenisowa

### Kariera juniorska
Jako junior występował w turniejach rangi ITF Futures, nie odnosząc większych sukcesów. Od 2008 roku występował m.in. w ATP Challenger Tour, ośmiokrotnie grając w finałach rozgrywek deblowych, z bilansem sześciu zwycięstw.

### Kariera zawodowa
W rozgrywkach ATP Tour Holender wygrał dwadzieścia jeden turniejów z czterdziestu pięciu rozegranych finałów w grze podwójnej.
W 2020 roku awansował do finału gry podwójnej podczas US Open. Razem z partnerującym mu Nikolą Mekticiem w meczu mistrzowskim przegrali z deblem Mate Pavić–Bruno Soares wynikiem 5:7, 3:6. Dwa lata później w parze z Nealem Skupskim ponownie osiągnął finał US Open, jednak tym razem lepsi okazali się Rajeev Ram i Joe Salisbury. W 2023 roku razem ze Skupskim odnieśli zwycięstwo na kortach Wimbledonu, pokonując w finale Marcela Granollersa i Horacio Zeballosa 6:4, 6:4.
W czerwcu 2022 roku odniósł zwycięstwo w mikście podczas French Open, partnerując Enie Shibaharze, z którą w finale pokonał parę Ulrikke Eikeri–Joran Vliegen 7:6(5), 6:2.
Olimpijczyk z Tokio (2020) i Paryża (2024), gdzie dochodził do drugiej rundy debla, natomiast w mikście startował w Paryżu zajmując ostatecznie czwarte miejsce wspólnie z Demi Schuurs. Mecz o brązowy medal holenderska para przegrała z Kanadyjczykami Gabrielą Dabrowski i Félixem Augerem-Aliassime 3:6, 6:7(2).
Od listopada 2019 roku reprezentant Holandii w Pucharze Davisa.
Najwyżej w rankingu gry pojedynczej znajdował się na 462. pozycji (5 sierpnia 2013). 7 listopada 2022 roku został liderem rankingu światowego w grze podwójnej.

### Finały w turniejach ATP Tour
| Legenda                                      |
| -------------------------------------------- |
| Wielki Szlem                                 |
| Igrzyska olimpijskie                         |
| Tennis Masters Cup / ATP Finals              |
| ATP Masters Series / ATP Tour Masters 1000   |
| ATP International Series Gold / ATP Tour 500 |
| ATP International Series / ATP Tour 250      |

#### Gra podwójna (21–24)
| Końcowy wynik | Nr  | Data                 | Turniej            | Nawierzchnia  | Partner            | Przeciwnicy                               | Wynik finału         |
| ------------- | --- | -------------------- | ------------------ | ------------- | ------------------ | ----------------------------------------- | -------------------- |
| Zwycięzca     | 1.  | 7 lutego 2016        | Sofia              | Twarda (hala) | Matwé Middelkoop   | Philipp Oswald Adil Shamasdin             | 5:7, 7:6(9), 10–6    |
| Zwycięzca     | 2.  | 24 lipca 2016        | Kitzbühel          | Ceglana       | Matwé Middelkoop   | Dennis Novak Dominic Thiem                | 2:6, 6:3, 11–9       |
| Zwycięzca     | 3.  | 14 stycznia 2017     | Sydney             | Twarda        | Matwé Middelkoop   | Jamie Murray Bruno Soares                 | 6:3, 7:5             |
| Finalista     | 1.  | 19 lutego 2017       | Rotterdam          | Twarda (hala) | Matwé Middelkoop   | Ivan Dodig Marcel Granollers              | 6:7(5), 3:6          |
| Finalista     | 2.  | 30 lipca 2017        | Atlanta            | Twarda        | Artem Sitak        | Bob Bryan Mike Bryan                      | 3:6, 4:6             |
| Finalista     | 3.  | 24 września 2017     | Metz               | Twarda (hala) | Artem Sitak        | Julien Benneteau Édouard Roger-Vasselin   | 5:7, 3:6             |
| Finalista     | 4.  | 18 lutego 2018       | Nowy Jork          | Twarda (hala) | Artem Sitak        | Maks Mirny Philipp Oswald                 | 4:6, 6:4, 6–10       |
| Finalista     | 5.  | 4 marca 2018         | São Paulo          | Ceglana       | Artem Sitak        | Federico Delbonis Máximo González         | 4:6, 2:6             |
| Finalista     | 6.  | 6 maja 2018          | Estoril            | Ceglana       | Artem Sitak        | Kyle Edmund Cameron Norrie                | 4:6, 2:6             |
| Finalista     | 7.  | 21 października 2018 | Sztokholm          | Twarda (hala) | Marcus Daniell     | Luke Bambridge Jonny O’Mara               | 5:7, 6:7(8)          |
| Zwycięzca     | 4.  | 5 stycznia 2019      | Brisbane           | Twarda        | Marcus Daniell     | Rajeev Ram Joe Salisbury                  | 6:4, 7:6(6)          |
| Finalista     | 8.  | 30 marca 2019        | Miami              | Twarda        | Stefanos Tsitsipas | Bob Bryan Mike Bryan                      | 5:7, 6:7(8)          |
| Finalista     | 9.  | 21 kwietnia 2019     | Monte Carlo        | Ceglana       | Robin Haase        | Nikola Mektić Franko Škugor               | 7:6(3), 6:7(3), 9–11 |
| Finalista     | 10. | 28 kwietnia 2019     | Budapeszt          | Ceglana       | Marcus Daniell     | Ken Skupski Neal Skupski                  | 3:6, 4:6             |
| Finalista     | 11. | 15 czerwca 2019      | Rosmalen           | Trawiasta     | Marcus Daniell     | Dominic Inglot Austin Krajicek            | 4:6, 6:4, 4–10       |
| Finalista     | 12. | 28 lipca 2019        | Hamburg            | Ceglana       | Robin Haase        | Oliver Marach Jürgen Melzer               | 2:6, 6:7(3)          |
| Finalista     | 13. | 11 sierpnia 2019     | Montreal           | Twarda        | Robin Haase        | Marcel Granollers Horacio Zeballos        | 5:7, 5:7             |
| Zwycięzca     | 5.  | 10 stycznia 2020     | Doha               | Twarda        | Rohan Bopanna      | Luke Bambridge Santiago González          | 3:6, 6:2, 10–6       |
| Finalista     | 14. | 23 lutego 2020       | Marsylia           | Twarda (hala) | Nikola Mektić      | Nicolas Mahut Vasek Pospisil              | 3:6, 4:6             |
| Finalista     | 15. | 10 września 2020     | US Open, Nowy Jork | Twarda        | Nikola Mektić      | Mate Pavić Bruno Soares                   | 5:7, 3:6             |
| Zwycięzca     | 6.  | 22 listopada 2020    | Londyn             | Twarda (hala) | Nikola Mektić      | Jürgen Melzer Édouard Roger-Vasselin      | 6:2, 3:6, 10–5       |
| Zwycięzca     | 7.  | 2 maja 2021          | Monachium          | Ceglana       | Kevin Krawietz     | Sander Gillé Joran Vliegen                | 4:6, 6:4, 10–5       |
| Finalista     | 16. | 24 października 2021 | Antwerpia          | Twarda (hala) | Jean-Julien Rojer  | Nicolas Mahut Fabrice Martin              | 0:6, 1:6             |
| Zwycięzca     | 8.  | 9 stycznia 2022      | Melbourne          | Twarda        | Neal Skupski       | Ołeksandr Nedowiesow Aisam-ul-Haq Qureshi | 6:4, 6:4             |
| Zwycięzca     | 9.  | 15 stycznia 2022     | Adelaide           | Twarda        | Neal Skupski       | Ariel Behar Gonzalo Escobar               | 7:6(5), 6:4          |
| Zwycięzca     | 10. | 18 lutego 2022       | Doha               | Twarda        | Neal Skupski       | Rohan Bopanna Denis Shapovalov            | 7:6(4), 6:1          |
| Finalista     | 17. | 2 kwietnia 2022      | Miami              | Twarda        | Neal Skupski       | Hubert Hurkacz John Isner                 | 6:7(5), 4:6          |
| Finalista     | 18. | 24 kwietnia 2022     | Barcelona          | Ceglana       | Neal Skupski       | Kevin Krawietz Andreas Mies               | 7:6(3), 6:7(5), 6–10 |
| Zwycięzca     | 11. | 8 maja 2022          | Madryt             | Ceglana       | Neal Skupski       | Juan Sebastián Cabal Robert Farah         | 6:7(4), 6:4, 10–5    |
| Zwycięzca     | 12. | 12 czerwca 2022      | ’s-Hertogenbosch   | Trawiasta     | Neal Skupski       | Matthew Ebden Max Purcell                 | 4:6, 7:5, 10–6       |
| Zwycięzca     | 13. | 14 sierpnia 2022     | Montreal           | Twarda        | Neal Skupski       | Daniel Evans John Peers                   | 6:2, 4:6, 10–6       |
| Finalista     | 19. | 9 września 2022      | US Open, Nowy Jork | Twarda        | Neal Skupski       | Rajeev Ram Joe Salisbury                  | 6:7(4), 5:7          |
| Zwycięzca     | 14. | 6 listopada 2022     | Paryż              | Twarda (hala) | Neal Skupski       | Ivan Dodig Austin Krajicek                | 7:6(5), 6:4          |
| Finalista     | 20. | 19 marca 2023        | Indian Wells       | Twarda        | Neal Skupski       | Rohan Bopanna Matthew Ebden               | 3:6, 6:2, 8–10       |
| Finalista     | 21. | 23 kwietnia 2023     | Barcelona          | Ceglana       | Neal Skupski       | Máximo González Andrés Molteni            | 3:6, 7:6(8), 4–10    |
| Zwycięzca     | 15. | 17 czerwca 2023      | ’s-Hertogenbosch   | Trawiasta     | Neal Skupski       | Gonzalo Escobar Ołeksandr Nedowiesow      | 7:6(1), 6:2          |
| Zwycięzca     | 16. | 15 lipca 2023        | Wimbledon, Londyn  | Trawiasta     | Neal Skupski       | Marcel Granollers Horacio Zeballos        | 6:4, 6:4             |
| Finalista     | 22. | 4 października 2023  | Pekin              | Twarda        | Neal Skupski       | Ivan Dodig Austin Krajicek                | 7:6(12), 3:6, 5–10   |
| Zwycięzca     | 17. | 13 stycznia 2024     | Auckland           | Twarda        | Nikola Mektić      | Marcel Granollers Horacio Zeballos        | 6:3, 6:7(5), 10–7    |
| Zwycięzca     | 18. | 18 lutego 2024       | Rotterdam          | Twarda (hala) | Nikola Mektić      | Robin Haase Botic van de Zandschulp       | 6:3, 7:5             |
| Zwycięzca     | 19. | 17 marca 2024        | Indian Wells       | Twarda        | Nikola Mektić      | Marcel Granollers Horacio Zeballos        | 7:6(2), 7:6(4)       |
| Finalista     | 23. | 16 czerwca 2024      | ’s-Hertogenbosch   | Trawiasta     | Nikola Mektić      | Nathaniel Lammons Jackson Withrow         | 6:7(5), 6:7(3)       |
| Zwycięzca     | 20. | 13 października 2024 | Szanghaj           | Twarda        | Nikola Mektić      | Máximo González Andrés Molteni            | 6:4, 6:4             |
| Finalista     | 24. | 27 października 2024 | Bazylea            | Twarda (hala) | Nikola Mektić      | Jamie Murray John Peers                   | 3:6, 5:7             |
| Zwycięzca     | 21. | 3 listopada 2024     | Paryż              | Twarda (hala) | Nikola Mektić      | Lloyd Glasspool Adam Pavlásek             | 3:6, 6:3, 10–5       |

#### Gra mieszana (1–0)
| Końcowy wynik | Nr | Data           | Turniej            | Nawierzchnia | Partnerka     | Przeciwnicy                  | Wynik finału |
| ------------- | -- | -------------- | ------------------ | ------------ | ------------- | ---------------------------- | ------------ |
| Zwycięzca     | 1. | 2 czerwca 2022 | French Open, Paryż | Ceglana      | Ena Shibahara | Ulrikke Eikeri Joran Vliegen | 7:6(5), 6:2  |